# Genouillac (Creuse)
Genouillac è un comune francese di 727 abitanti situato nel dipartimento della Creuse nella regione della Nuova Aquitania.

## Storia

### Simboli
Lo stemma è stato adottato nel 1996.

## Società

### Evoluzione demografica
Abitanti censiti